# Richard Popp
Richard Popp (* im 20. Jahrhundert in Hannover) war ein deutscher Radrennfahrer und nationaler Meister im Radsport.

## Sportliche Laufbahn
Popp war im Straßenradsport aktiv. Die nationale Meisterschaft im Mannschaftszeitfahren gewann er 1949 (mit Edgar Wunderlich, Edi Ziegler und Oscar Zeissner), 1950 (mit Oscar Zeissner, Edgar Wunderlich und Edi Ziegler), 1952 (mit Edi Ziegler, Günther Ziegler und Oscar Zeissner). 1951 wurde er Vize-Meister. 1950 und 1951 war er im Eintagesrennen Rund durch Spessart und Rhön (später Mainfranken-Tour) erfolgreich. Das traditionsreiche Rund um Köln gewann er 1952 vor Walter Becker. Er startete für den Verein RV 1889 Schweinfurt.